# بن برنی
بن برنی (انگلیسی: Ben Bernie؛ ۳۰ مهٔ ۱۸۹۱ – ۲۳ اکتبر ۱۹۴۳ (۵۲ سال)) یک هنرپیشه، و نوازنده اهل ایالات متحده آمریکا بود.